# 1983 RB4
1983 RB4 är en asteroid i huvudbältet som upptäcktes den 2 september 1983 av den amerikanske astronomen Norman G. Thomas vid Anderson Mesa Station. 
Den tillhör asteroidgruppen Nysa.